# Sandsteinmuseum Kloster Cornberg

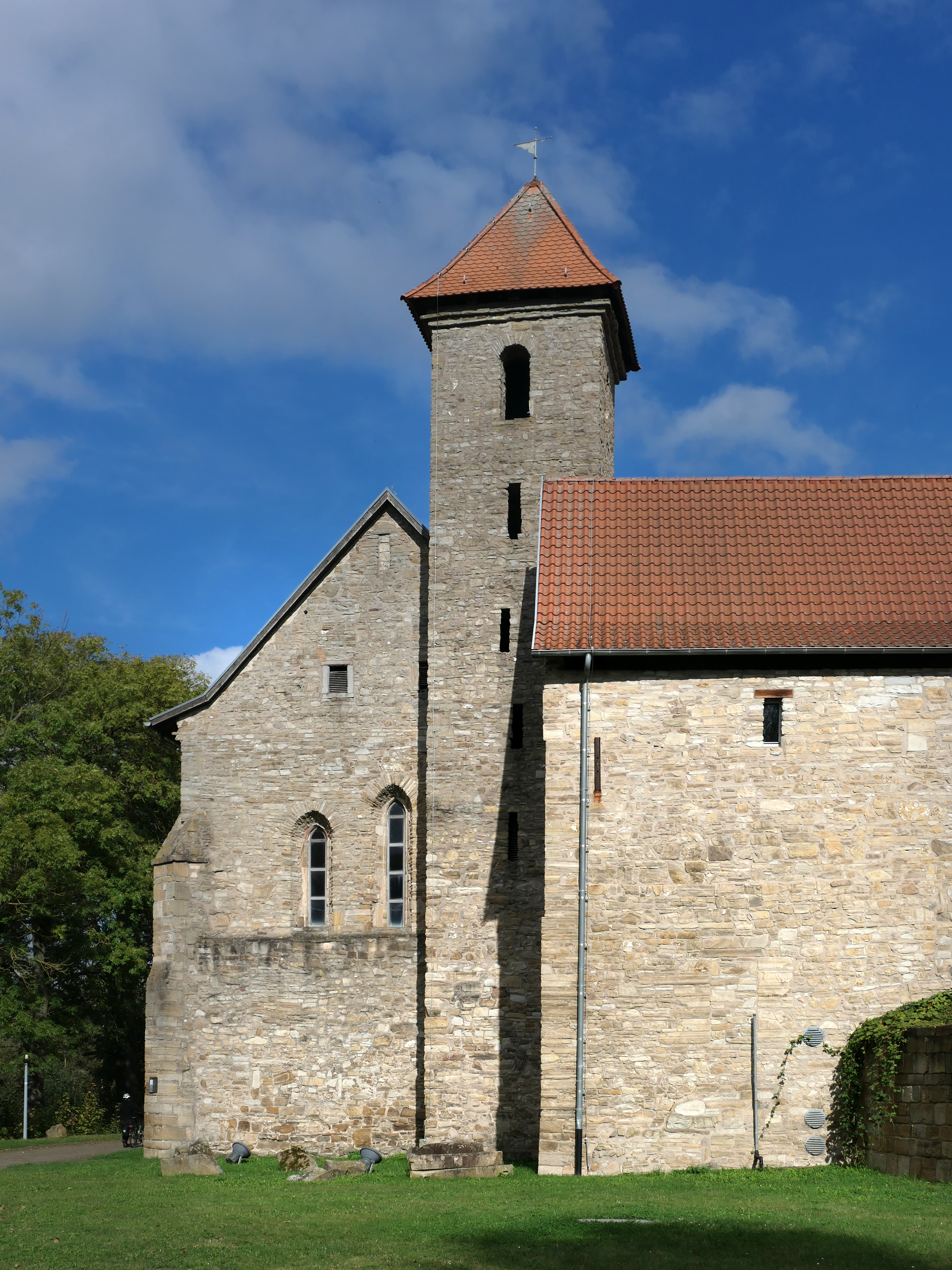
Klosterkirche mit dem Westflügel (im Bild rechts)

Das Sandsteinmuseum im Kloster Cornberg im Landkreis Hersfeld-Rotenburg wurde in der ersten Hälfte der 1990er Jahre mit dem Zweck eröffnet, die Bearbeitung und Verwendungsmöglichkeiten des Cornberger Sandsteins zu zeigen, der durch vorzeitliche Tierfährten bekannt geworden ist. Im geologischen und paläontologischen Teil der Ausstellung vermitteln Fossilien aus dem Cornberger Zechstein und dem Kupferschiefer des Richelsdorfer Gebirges einen Eindruck von der Vielfalt der Meerestiere und Pflanzen aus der jüngeren Permzeit, vor etwa 250 Millionen Jahren. Die ortsgeschichtliche Abteilung beschäftigt sich mit dem Kloster und der Gemeinde Cornberg. Hier wird eine rekonstruierte Wohnküche aus der Siedlung gezeigt, die in den Jahren von 1938 bis 1941 entstand, um den für die Wiederaufnahme des Kupferschieferbergbaus im Richelsdorfer Gebirge angeworbenen Berg- und Hüttenleuten, die mit ihren Familien aus anderen Bergbaurevieren kamen, Wohnmöglichkeiten zu schaffen.

## Standort
Das Museum wurde im Obergeschoss des Westflügels des ehemaligen Benediktinerinnenklosters Cornberg eingerichtet. Die Klosteranlage, die an der Bundesstraße 27 zwischen Sontra und Bebra liegt, gehört zu den bedeutenden gotischen Bauten Nordhessens. Sie wurde gegen Ende des 13. Jahrhunderts mit dem Sandstein errichtet, der aus dem nahe liegenden Steinbruch gewonnen wurde. Nach der Reformation wurde es Staatsdomäne genutzt. Im 20. Jahrhundert wurden die meisten Wirtschafts- und Wohngebäude abgerissen, das gotische Klostergeviert jedoch von 1990 bis 1994 aufwendig saniert. Ein Teil der bei den Bauarbeiten gefundenen oder bei Schürfungen freigelegten Gegenstände, wie Irdenware, Steinzeug, Glas und Porzellan aus der Klosterzeit und der nachfolgenden Bewirtschaftung werden im Sandsteinmuseum ausgestellt. Seit dem Jahr 1974 wird die Stätte von der hessischen Landesbehörde Staatliche Schlösser und Gärten Hessen verwaltet. Wegen ihrer künstlerischen, wissenschaftlichen und geschichtlichen Bedeutung steht die Anlage als Kulturdenkmal unter Denkmalschutz.

## Ausstellung

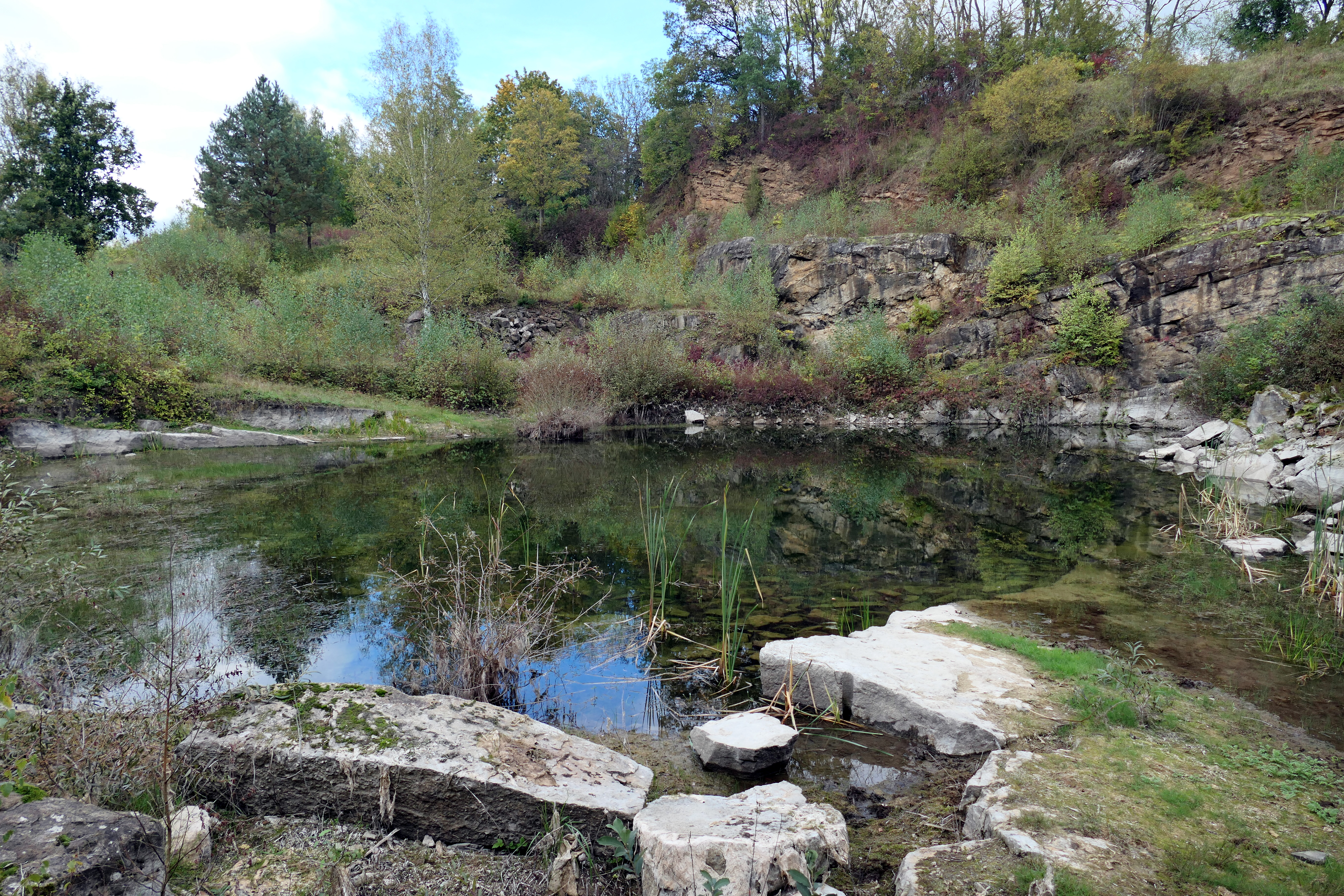
Der aufgelassene Cornberger Sandsteinbruch hinter dem Kloster

Begründet wurde die Einrichtung des Sandsteinmuseums mit der engen Verbindung zwischen Kloster und Steinbruch, der direkt hinter der Klosteranlage lag und in dem die Steine für den Bau gebrochen wurden. Genutzt wurde er seitdem bis in unsere Gegenwart. Als das Abbauunternehmen 1995 den Betrieb einstellte, ging der Steinbruch in den Besitz der Gemeinde Cornberg über, die ihn als Lern- und Kulturort mit einem Seminargebäude und Mineralienschaudepot ausbaute. Im Jahr 2016 wurde der Cornberger Sandsteinbruch wegen seiner besonderen erdgeschichtlichen Bedeutung als Hessischer Geotop des Jahres ausgezeichnet.
Die Entstehungsbedingungen des Cornberger Sandsteins sind nicht abschließend geklärt und werden noch immer kontrovers diskutiert. Einige Forscher bevorzugen die Hypothese, dass er als ein Ablagerungsgestein aus dem Verwitterungsschutt eines Gebirges entstand, das sich zwischen Harz und Hunsrück erstreckte. Schicht für Schicht, innerhalb von einigen tausend Jahren und dazwischen mit langen Pausen, entstand die 15 bis 18 Meter mächtige Formation am Ende der Ära des Erdaltertums und wurde im Lauf der Zeit durch den Erddruck zu Sandstein gepresst. Tektonische Bewegungen in der Erdkruste haben das Schollenstück mit dem heutigen Steinbruchareal nach oben geschoben, so dass der Sandstein oberflächennah und räumlich begrenzt nur in den Brüchen bei Cornberg und Rockensüß gefunden wurde. Der Sandstein ist viel früher gebildet worden als der bekanntere Buntsandstein, der erst im Erdmittelalter entstand.
Im Sandsteinmuseum informiert ein Modell einer Stratigrafie des Steinbruchs über die geologische Vergangenheit Cornbergs der letzten 250 Millionen Jahre. Auch ein Diorama soll einen Blick in die Vorzeit ermöglichen und zeigen, wie die Gegend im ausgehenden Erdaltertum ausgesehen haben könnte, als der Sandstein entstand: Eine wüstenartige Landschaft, das Klima heiß und trocken. Von dem spärlichen Pflanzenbewuchs lebten urtümliche Tiere, wie der für das Museum nachgebildete Saurier. In den Reptilien, die den riesigen Urkontinent Pangaea bevölkerten, werden nach neueren Untersuchungen die näheren Vorläufer der Säugetiere vermutet. Sie hinterließen im Sandstein eine Vielzahl von sehr unterschiedlichen Tritt-, Lauf- und Schleifspuren, von denen die ersten bereits 1928 entdeckt wurden. Seit den 1950er Jahren wurden bei den Arbeiten immer öfter Platten mit Trittsiegeln von Kleinsauriern gefunden, die nach den wissenschaftlichen Auswertungen der Universität Göttingen als einmalig im mitteleuropäischen Raum gelten. Fährten aus diesem Abschnitt des Perm waren hierzulande noch nicht bekannt. Der Geologe und Paläontologe Hermann Schmidt erkannte 17 unterschiedliche Formen, von denen die größten vermutlich von Anthracosauriern erzeugt wurden. Lange vor der Eröffnung des Cornberger Sandsteinmuseums gelangte bereits ein Teil der Fährtenplatten in öffentliche Sammlungen. Ausgestellt werden sie unter anderen im Kreisheimatmuseum in Rotenburg an der Fulda, Naturkundemuseum und Landesmuseum in Kassel, Frankfurter Senckenberg-Museum und im Museum der Universität Göttingen.

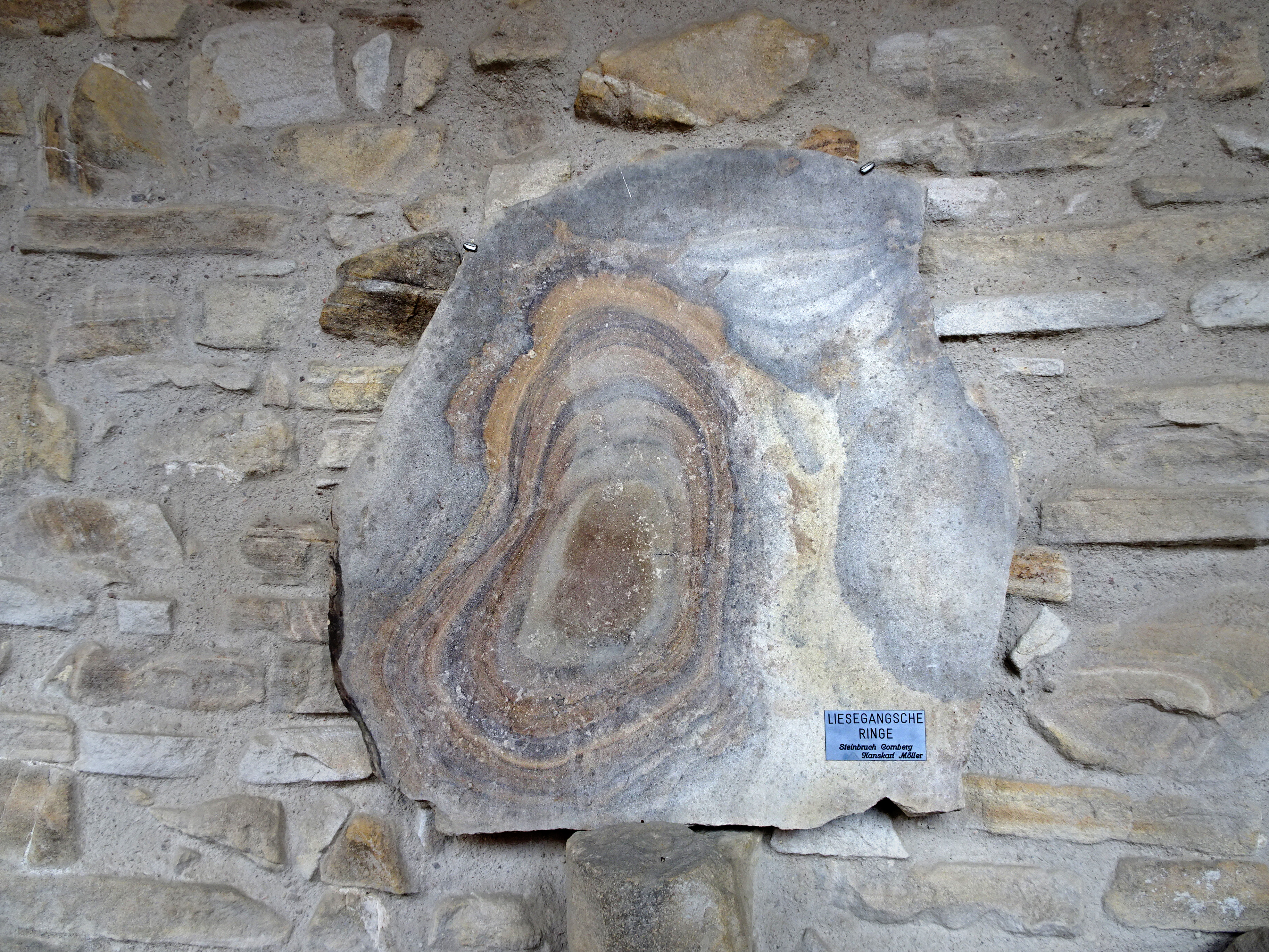
Liesegangsche Ringe im Sandstein, die bei der Verwitterung der Eisen- und Manganeinlagerungen entstanden

Durch seinen hohen Quarzanteil besitzt der Cornberger Sandstein eine besondere Härte. Auch hebt er sich durch seine Farbgebung, er ist gelbbraun bis grau gefärbt, von anderen Sandsteinen ab. Eisen- und Manganeinlagerungen rufen oft Liesegangsche Ringe hervor, die als ring- oder wellenförmige Maserungen farblich deutlich in Erscheinung treten. Sie haben ihn neben seiner Festigkeit zu einem begehrten Naturwerkstein werden lassen. Ein Bereich im Museum zeigt die Bearbeitung des Cornberger Sandsteins und seine vielfältigen Verwendungsmöglichkeiten. Anfangs nahm man nur unbehauene Bruchsteine, wie sie an dem Mauerwerk der Klostergebäude zu sehen sind. In späteren Zeiten wurden aus dem Vorkommen mit Bossierhammer und Sprengeisen Bossensteine gehauen, die als rechteckige Quader für die Fundamente von Häusern dienten. Auch für Grabmale, Taufbecken und Altäre sowie den Bau von Kirchen benutzte man den Stein. Da er geschliffen und poliert werden kann, war er als widerstandsfähiger Bodenbelag gefragt. Auch von Steinmetzen und Bildhauern wurde der Stein geschätzt. Im Museum und auf dem Klosterareal sind einige Werke ausgestellt. Außerdem sind hier historische Gerätschaften und Handwerkszeug zu sehen.

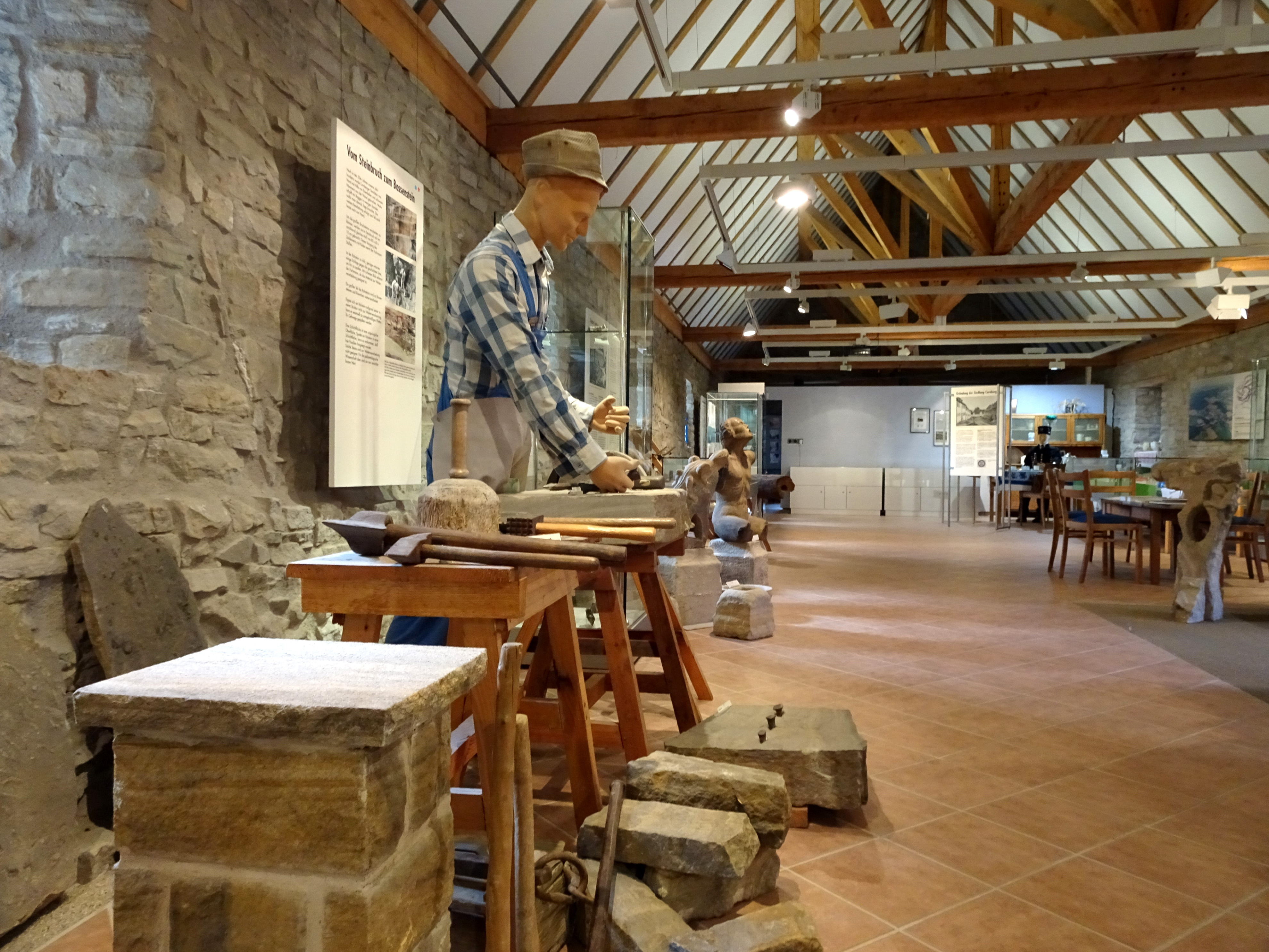
Blick in den Ausstellungsraum

Im ortsgeschichtlichen Bereich des Museums wird die Entstehung Cornbergs thematisiert. Durch die Autarkiebestrebungen des Dritten Reiches war die Wiederaufnahme des Kupferschieferbergbaus im Richelsdorfer Gebirge in den 1930er Jahren forciert worden, weil Kupfer für
die Rüstungsindustrie nötig war. Nach der Schaffung der rechtlichen und finanziellen Voraussetzungen konnten für den Kurhessischen Kupferschieferbergbau systematisch Belegschaftswohnungen für die angeworbenen Berg- und Hüttenleute, die mit ihren Familien aus dem Mansfelder Land, Schlesien, dem Saarland und anderen Bergbaurevieren kamen, errichtet werden. Dabei wurde das Konzept verfolgt, geschlossene Bergbausiedlungen in Sontra, Nentershausen, Cornberg und Solz zu bauen. Diese vier Orte lagen alle in der Nähe der Arbeitsstätten der Bergleute. Die Planungen für die Errichtung einer eigenständigen Betriebssiedlung in Cornberg begannen im Jahr 1938. Ausgehend vom Kloster, das in dieser Zeit als Staatsdomäne geführt wurde, sollten die Strukturen und Funktionen einer gewachsenen Kleinstadt, mit Kleingärten und einer Mischung verschiedener Haus- und Wohnungstypen nachgeahmt werden. Mit dem Ziel insgesamt 800 Wohnungseinheiten zu erstellen, entstanden bis zum Ende der Nazizeit 157 Häuser mit 329 Wohnungen. Im Museum vermitteln Exponate und eine rekonstruierte Wohnküche einen Eindruck vom Alltagsleben während der nationalsozialistischen Gründungszeit Cornbergs.
Ausgestellt wird hier auch eine im Jahr 1738 gegossene Glocke, die früher über 200 Jahre lang in der Klosterkirche hing. Zwischenzeitlich, seit Ende der 1950er Jahre hatte sie ihren Platz im Gemeindehaus in Cornberg gehabt. Nach dem Verkauf des Gebäudes wurde ein neuer Standort für die Glocke, die schon seit rund 60 Jahren nicht mehr geläutet hatte, nötig.

## Besucherhinweis
Das Sandsteinmuseum ist von März bis November an Sonntagen geöffnet. Sonderführungen für Gruppen sind nach telefonischer Absprache mit der Gemeinde Cornberg möglich.